# Jessica McNamee
Jessica McNamee (Sydney, 17 giugno 1986) è un'attrice australiana.

## Biografia
Jessica McNamee, che ha una sorella maggiore, Penny, anche lei attrice, farà parte del cast della serie Packed to the Rafters interpretando la parte di Sammy Rafter dal 2008 al 2013. È nota principalmente per i suoi ruoli cinematografici: nel 2012 recita insieme a Rachel McAdams nel film La memoria del cuore, mentre nel 2017 ottiene un ruolo nel film di Dax Shepard CHiPs e, sempre nello stesso anno, recita insieme a Emma Stone in La battaglia dei sessi, interpretando Margaret Court. Nel 2018 prende parte al film di Jon Turteltaub Shark - Il primo squalo.

## Vita privata
È sorella dell'attrice Penny McNamee e zia dell'attrice Teagan Croft (figlia della sorella Rebecca).

## Filmografia

### Cinema
- The Loved Ones, regia di Sean Byrne (2009)
- 50-50, regia di Megan Riakos - cortometraggio (2011)
- La memoria del cuore (The Vow), regia di Michael Sucsy (2012)
- CHiPs, regia di Dax Shepard (2017)
- La battaglia dei sessi (Battle of the Sexes), regia di Jonathan Dayton e Valerie Faris (2017)
- Shark - Il primo squalo (The Meg), regia di Jon Turteltaub (2018)
- The Neighbor, regia di Aaron Harvey (2017)
- I'm Just F*cking With You, regia di Adam Mason (2019)
- Locusts, regia di Heath Davis (2019)
- Black Water: Abyss, regia di Andrew Traucki (2020)
- Mortal Kombat, regia di Simon McQuoid (2021) – Sonya Blade
- The Visitor, regia di Justin P. Lange (2022)
- Mortal Kombat II, regia di Simon McQuoid (2025) – Sonya Blade

### Televisione
- Home and Away – serie TV, 32 episodi (2007)
- Hammer Bay, regia di Ben Briand – film TV (2007)
- Packed to the Rafters – serie TV, 55 episodi (2008-2013)
- Scruples, regia di Michael Sucsy – film TV (2012)
- White Collar – serie TV, episodio 4x14 (2013)
- The Time of Our Lives – serie TV, 4 episodi (2014)
- Sirens – serie TV, 23 episodi (2014-2015)
- Into the Dark – serie TV, episodio 1x7 (2019)
- From Now – serie TV, episodi 1x1, 1x5 e 1x6 (2020-2021)
- Upright – serie TV, 6 episodi (2022)

## Doppiatrici italiane
Nelle versioni in italiano dei suoi lavori, Jessica McNamee è stata doppiata da:
- Elena Perino in CHiPs, Into the Dark, Mortal Kombat
- Domitilla D'Amico in La memoria del cuore, White Collar, Packed to the Rafters
- Chiara Gioncardi in La battaglia dei sessi, Shark - Il primo squalo
- Mattea Serpelloni in Black Water: Abyss